# Nekrolog 1297
Nekrolog
◄◄
| ◄
| 1293
| 1294
| 1295
| 1296
| 1297 | 1298 | 1299 | 1300 | 1301 | ► | ►►
Weitere Ereignisse | Allgemeiner Nekrolog 1297
Die Beschreibung der verstorbenen Person sollte so kurz wie möglich gehalten sein und nur deren signifikante Tätigkeit(en) enthalten.
Neue Namen ggf. auch unter dem Geburts- und Sterbedatum, also etwa unter 1. Januar und im Geburts- und Sterbejahr (2024) eintragen (nur bei entsprechender großer Wichtigkeit). Für Beispiele siehe die schon vorhandenen Artikel.
Außerdem über die fünf zuletzt Verstorbenen, zu denen es einen ausreichend guten Artikel für eine Präsentation auf der Hauptseite gibt, nach der todesbedingten Überarbeitung der Artikel ggf. auch unter Wikipedia Diskussion:Hauptseite informieren und sie am besten auch in den anderen Wikipedia-Sprachversionen eintragen. Tipp: Regelmäßig bei news.google.de nach „ist tot“, „gestorben“ oder „verstorben“ suchen.
Wenn eine Person gestorben ist, gibt es viele Seiten zu dieser Person in der Wikipedia, die davon auch betroffen sind und entsprechend aktualisiert werden müssen. Beispiele: Namenübersichtsseite, Geburtsjahr, Geburtsort-Seiten und viele mehr.
Wie finde ich die betroffenen Seiten?
Im Suchfeld auf der linken Seite gibt man den Suchbegriff so ein: „Vorname Nachname“. Dann klickt man auf Volltext und alle Seiten mit entsprechendem Suchtext werden aufgerufen. Hier sieht man dann schnell, wo auch das Todesjahr Sinn macht oder sogar ein Teil des Artikels angepasst werden muss. Auch hilft das „Werkzeug“ auf der linken Seite sehr gut, um solche Seiten aufzufinden: „Links auf diese Seite“. Somit ist die Wikipedia wieder aktuell in allen Bereichen! Hinweis: bei Eintragung der Kategorie „Gestorben JAHR“ wird der Missbrauchsfilter 49 ausgelöst, was jedoch nicht schlimm ist. Siehe: Spezial:Missbrauchsfilter/49
Dies ist eine Liste von im Jahr 1297 verstorbenen bekannten Persönlichkeiten. Die Einträge erfolgen innerhalb der einzelnen Daten alphabetisch sortiert. Tiere sind im Nekrolog für Tiere zu finden.

## Januar
| Tag        | Name                 | Beruf, bekannt als | Alter | Beleg |
| ---------- | -------------------- | ------------------ | ----- | ----- |
| 23. Januar | Florenz von Hennegau | Fürst von Achaia   |       |       |

## Februar
| Tag         | Name                  | Beruf, bekannt als  | Alter | Beleg |
| ----------- | --------------------- | ------------------- | ----- | ----- |
| 22. Februar | Margareta von Cortona | Ordensfrau, Heilige |       |       |
| 27. Februar | Heinrich II.          | Bischof von Seckau  |       |       |

## April
| Tag       | Name                     | Beruf, bekannt als                | Alter | Beleg |
| --------- | ------------------------ | --------------------------------- | ----- | ----- |
| 7. April  | Siegfried von Westerburg | Erzbischof des Erzbistums Köln    |       |       |
| 16. April | Konrad II. von Rietberg  | Bischof von Osnabrück (1270–1297) |       |       |

## Mai
| Tag     | Name               | Beruf, bekannt als                | Alter | Beleg |
| ------- | ------------------ | --------------------------------- | ----- | ----- |
| 18. Mai | Nicholas Longespée | Bischof von Salisbury (1291–1297) |       |       |

## Juni
| Tag      | Name              | Beruf, bekannt als | Alter | Beleg |
| -------- | ----------------- | ------------------ | ----- | ----- |
| 18. Juni | Guta von Habsburg | böhmische Königin  | 26    |       |
| 27. Juni | Bérard de Goth    | Kardinal           |       |       |

## Juli
| Tag      | Name                             | Beruf, bekannt als                    | Alter | Beleg |
| -------- | -------------------------------- | ------------------------------------- | ----- | ----- |
| 19. Juli | William de Vescy, 1. Baron Vescy | englischer Adliger                    | 51    |       |
| 25. Juli | Domhnall, 6. Earl of Mar         | schottischer Adeliger, 6. Earl of Mar |       |       |

## August
| Tag        | Name                    | Beruf, bekannt als                        | Alter | Beleg |
| ---------- | ----------------------- | ----------------------------------------- | ----- | ----- |
| 13. August | Gertrud von Altenberg   | katholische Selige und Prämonstratenserin | 69    |       |
| 14. August | Friedrich III.          | Burggraf von Nürnberg                     |       |       |
| 16. August | Johannes II.            | Kaiser von Trapezunt                      |       |       |
| 19. August | Ludwig von Toulouse     | Heiliger; Erzbischof von Toulouse         |       |       |
| 20. August | William Fraser          | schottischer Geistlicher und Minister     |       |       |
| 27. August | Reinboto von Meilenhart | Fürstbischof von Eichstätt (1279–1297)    |       |       |

## September
| Tag           | Name                | Beruf, bekannt als          | Alter | Beleg |
| ------------- | ------------------- | --------------------------- | ----- | ----- |
| 11. September | Hugh de Cressingham | Schatzmeister von Eduard I. |       |       |

## November
| Tag      | Name            | Beruf, bekannt als                                                                                          | Alter | Beleg |
| -------- | --------------- | --- | ----- | ----- |
| November | Andrew de Moray | schottischer Adliger, Soldatenführer und politischer Führer während des Schottischen Unabhängigkeitskrieges |       |       |

## Dezember
| Tag          | Name           | Beruf, bekannt als                  | Alter | Beleg |
| ------------ | -------------- | ----------------------------------- | ----- | ----- |
| 28. Dezember | Hugues Aycelin | französischer Theologe und Kardinal |       |       |

## Datum unbekannt
| Tag                          | Name                                      | Beruf, bekannt als                                                            | Alter | Beleg |
| ---------------------------- | ----------------------------------------- | ----------------------------------------------------------------------------- | ----- | ----- |
|                              | Cynan ap Maredudd                         | Lord von Deheubarth in Südwales                                               |       |       |
|                              | Johannes XI.                              | Patriarch von Konstantinopel (1275–1282)                                      |       |       |
|                              | Heinrich II. von Admont                   | salzburgischer Geistlicher                                                    |       |       |
| 6. Januar oder 27. September | Ulrich Moser                              | Abt im Kloster Wessobrunn (1280–1286), sowie im Kloster Ebersberg (1286–1297) |       |       |
|                              | Schweiker von Gemmingen, genannt Velscher | Landvogt in Wimpfen                                                           |       |       |
|                              | Simon d’Armentières                       | Kardinal der Katholischen Kirche                                              |       |       |
|                              | Walram                                    | Graf von Jülich                                                               |       |       |